# Nuoto artistico ai campionati europei di nuoto 2020 - Singolo (programma tecnico)
La competizione di singolo programma tecnico di nuoto artistico ai Campionati europei di nuoto 2020 si è disputata l'11 maggio 2021 presso la Duna Aréna di Budapest, in Ungheria. Hanno partecipato alla competizione 15 sincronette.

## Risultati
La finale si è svolta alle ore 16:00.
| Class   | Sincronetta          | Nazione       | Punti   |
| ------- | -------------------- | ------------- | ------- |
| Oro     | Marta Fiedina        | Ucraina       | 91.8445 |
| Argento | Evangelia Platanioti | Grecia        | 89.2897 |
| Bronzo  | Vasilina Chandoška   | Bielorussia   | 87.7173 |
| 4       | Vasiliki Alexandri   | Austria       | 87.0872 |
| 5       | Lara Mechnig         | Liechtenstein | 83.4478 |
| 6       | Ilona Fahrni         | Svizzera      | 79.2455 |
| 7       | Nada Daabousová      | Slovacchia    | 78.0825 |
| 8       | Marta Murru          | Italia        | 76.5767 |
| 9       | Jasmine Zonzini      | San Marino    | 76.1201 |
| 10      | Alžběta Dufková      | Rep. Ceca     | 75.7988 |
| 11      | Aleksandra Atanasova | Bulgaria      | 74.3189 |
| 12      | Clara Ternström      | Svezia        | 72.9615 |
| 13      | Ariel Nassee         | Israele       | 72.1890 |
| 14      | Pinja Kekki          | Finlandia     | 70.7166 |
| 15      | Antonija Huljev      | Croazia       | 67.0331 |